# Progress MS-01
Progress MS-01 (w oznaczeniach NASA jako Progress 62 lub 62P) – misja statku transportowego Progress, wykonana przez rosyjską agencję kosmiczną Roskosmos na potrzeby zaopatrzenia Międzynarodowej Stacji Kosmicznej.
Była to pierwsza misja nowej wersji Progressa. Zmodernizowana wersja tego statku transportowego pozwala m.in. na wypuszczanie małych satelitów z przedziału towarowego, kontrolowanie położenia statku na orbicie dzięki nawigacji satelitarnej oraz cyfrową łączność radiową ze stacją. Ponadto nowa wersja została wyposażona w dodatkowe silniki elektryczne wykorzystywane do dokowania oraz lepszą osłonę przed mikrometeorytami.

## Przebieg misji
Start misji miał nastąpić 21 listopada 2015 roku, jednak zdecydowano się przesunąć go o miesiąc. Za konieczne uznano dokonanie dodatkowych inspekcji, aby nie powtórzył się problem, który wydarzył się podczas misji Progressa M-27M. Wtedy awaria spowodowała, że utracono kontrolę nad statkiem na orbicie. Ostatecznie start nastąpił 21 grudnia 2015 roku o 8:44:39 UTC z kosmodromu Bajkonur przy pomocy rakiety nośnej Sojuz-2.1a. Dwa dni później o 10:27 UTC nastąpiło połączenie z Międzynarodową Stacją Kosmiczną, gdy Progress zadokował do portu cumowniczego w module Pirs.
1 lipca 2016 roku wykonano test systemu TORU, który umożliwia astronautom ręczne sterowanie statkiem podczas jego dokowania do stacji i jest urządzeniem rezerwowym na wypadek awarii systemu automatycznego. W tym celu Progress odcumował od ISS o 05:36 UTC i oddalił na ok. 200 m od stacji. Od tego momentu kosmonauci Aleksiej Owczynin i Oleg Skripoczka znajdujący się w module Zwiezda, wykorzystując parę specjalnych dżojstików konsoli TORU, manualnie sterowali statkiem podczas jego zbliżania się do stacji, bazując na obrazie z kamery. Gdy statek transportowy zbliżył się na kilka metrów do stacji, astronauci zameldowali kontroli misji o problemie z systemem TORU. Kontrola misji zaleciła przełączenie procedury na automatyczną. Następnie podczas dokowania statku nastąpiło niesankcjonowane użycie jednego z silników odpowiedzialnego za zmianę wysokości statku. Jako że Progress był już w fazie końcowej dokowania, błąd ten nie spowodował znaczących problemów i procedura zakończyła się o 06:04 UTC.
Statek transportowy pozostał zadokowany do stacji do 3 lipca 2016 roku, gdy o 3:48 UTC odłączył się ISS. Tego samego dnia o 07:03 UTC dokonano jego deorbitacji i w efekcie o 7:50 UTC spłonął on nad Pacyfikiem.

## Ładunek
Całkowity ładunek dostarczony przez Progressa MS-01 na Międzynarodową Stację Kosmiczną ważył 2436 kg. W przednim module hermetycznym umieszczono m.in.:
- 196 kg sprzętu do systemu zaopatrzenia stacji w wodę,
- 199 kg przedmiotów sanitarno-higienicznych,
- 60 kg zaopatrzenia medycznego i personalnego załogi,
- 379 kg pożywienia,
- 7 kg sprzętu do systemu przeciwpożarowego stacji,
- 6 kg sprzętu do systemu kontroli temperatury stacji,
- 162 kg sprzętu do systemu zasilającego stację w energię elektryczną,
- 35 kg przedmiotów wsparcia załogi (dokumentacja, baterie, dyski twarde),
- 19 kg materiałów do badań naukowych,
- 36 kg przedmiotów do dodatkowego wyposażenia modułów Zaria, Poisk i Pirs,
- 85 kg przedmiotów dla załogi (ubrania, środki higieny osobistej, przesyłki personalne),
- 38 kg sensorów badających środowisko na stacji oraz sprzętu potrzebnego podczas spacerów kosmicznych.

W module niehermetycznym Progressa znajdowało się m.in.: 880 kg gazu do systemu napędowego i manewrującego, 22 kg skompresowanego tlenu i 24 kg skompresowanego powietrza, a także 420 kg wody.